# 尤里·勃列日涅夫
尤里·列昂尼多維奇·勃列日涅夫（羅馬化：Yuriy Leonidovich Brezhnev；1933年3月31日—2013年8月3日），前蘇聯領導人和蘇共中央總書記列昂尼德·勃列日涅夫的長子，安德烈·勃列日涅夫的父親。

## 生活和事業
尤里在退休前，是蘇聯共產黨中央委員會委員，並擔任了外貿部第一副部長。
在蘇聯解體後，尤里停止了公開露面，並否決了俄羅斯政府作出的邀約。2000年，他拒絕出現在一部詳細說明停滯時代的紀錄片。一些人認為勃列日涅夫開始了停滯時代，尤里否認了這些指控，聲稱他的父親與蘇聯的解體無關。
他娶了妻子柳德米拉生下了兩個兒子，其中之一，安德烈·勃列日涅夫指責俄羅斯聯邦共產黨偏離共產主義思想，並在90年代末推出了不成功的全俄共產主義運動。到2004年，安德烈已經成為一個成熟的俄共成員。

## 外部連結
- 勃列日涅夫的家譜 （页面存档备份，存于）